# Hiawatha
Hiawatha (Hä-yo-went’-hä; Človek, ki se češe), je bil v zgodovini ameriškega staroselskega plemena Mohawk naziv položaja enega od devetih poglavarjev in osebno ime, ki ga je poglavar dobil z dnem nastopa funkcije. Danes je zapis anglizirana oblika izvirnega naziva Hä-yo-went’-hä, enega od 50 poglavarjev Haudenosaunee, ki je znotraj konfederacije Irokezov zastopal pleme Mohawk . 
Hä-yo-went’-hä je, kot tudi Da-gä-e’-o-gă i Da-gä-no-we’-dä pripadal klanu Želv in je bil eden najpomembnejšim mohawških poglavarjev. Po irokeških pravilih je naziv položaja postal osebno ime poglavarja med trajanjem njegove funkcije. Ker pa sta bila Deganawida (Da-gä-no-we’-dä) in Hiawatha (Hä-yo-went’-hä) ustanovitelja zveze Irokezov, njunih mest na teh položajih ni zasedel nihče več, na sestankih zveze pa so se prisotni obnašali, kot da sta še vedno tam, njuni mesti pa sta ostali prazni. Tako je v bistvu od njune smrti naprej zvezo vodilo le še 48 poglavarjev, med katerimi je bilo le sedem poglavarjev pripadnikov plemena Mohawk.
Kljub temu, da je zgodovinski obstoj obeh poglavarjev nemogoče dokazati, sta Deganawida in Hiawatha postala legendarni osebnosti, ki so ju opevali v pesmih in zgodbah.